# Abai (Metro Almaty)
Abai (kasachisch Абай; russisch Абая) ist eine Metrostation der Metro Almaty. Sie wurde am 1. Dezember 2011 im Zuge des ersten Bauabschnitts der Metro eröffnet.

## Lage
Der Bahnhof liegt an der Grenze der beiden Stadtbezirke Almaly und Medeu und erstreckt sich unterirdisch in Nord-Süd-Richtung schräg unter der Kreuzung des Abai-Prospekts mit dem Nasarbajew-Prospekt im Zentrum der Stadt. In unmittelbarer Umgebung der Station befinden sich unter anderem der Palast der Republik, das Hotel Kasachstan, das Filmtheater Arman und die Stadtverwaltung. Daneben liegen eine Reihe von Bildungseinrichtungen in der Umgebung der Station, darunter die Kasachische Nationalbibliothek, die Kasachische Akademie der Wissenschaften, die Kasachische Nationale Agraruniversität und das Kasachische Institut für Management, Wirtschaft und Prognostizierung.

## Beschreibung
Der Bahnsteig ist 104 m lang und 15,2 m breit. Die Station liegt in einer Tiefe von 78 m und verfügt über einen Mittelbahnsteig an dessen nordöstlichen Ende sich der einzige Ausgang befindet. Von hier gelangt man über eine Treppe in einen Gang, an dessen Ende vier 92 m lange Rolltreppen in ein Zwischengeschoss unter dem Abai-Prospekt führen. Über zwei Ausgänge gelangt man auf die nördliche und südliche Seite der Straße. Die Gestaltung der Station ist eher schlicht, die Wände und Säulen sind mit beigen und braunem Marmor verkleidet. Am südwestlichen Ende des Bahnsteigs befindet sich an der Wand ein Florentiner Mosaik und eine Abbildung von Abai Qunanbajuly aus Bronze.